# Tail Spin
Tail Spin é um filme de drama de 1939, dirigido por Roy Del Ruth e protagonizado por Alice Faye.

## Sinopse
Trixie Lee (Alice Faye) é uma aviadora que quando entra para força aérea, se torna rival da rica e também aviadora Gerry Lester (Constance Bennett), pula de para-quedas e vive vários romances.

## Elenco
- Alice Faye - Trixie Lee
- Constance Bennett - Gerry Lester
- Nancy Kelly - Lois Allen
- Joan Davis - Babe Dugan
- Charles Farrell - Bud
- Jane Wyman - Alabama
- Kane Richmond - tte. Dick 'Tex' Price
- Wally Vernon - Chick
- Joan Valerie - Sunny
- Edward Norris - Speed Allen
- J. Anthony Hughes - Al Moore
- Harry Davenport - T.P. Lester
- Mary Gordon - Sra. Lee